# Gustavus Woodson Smith

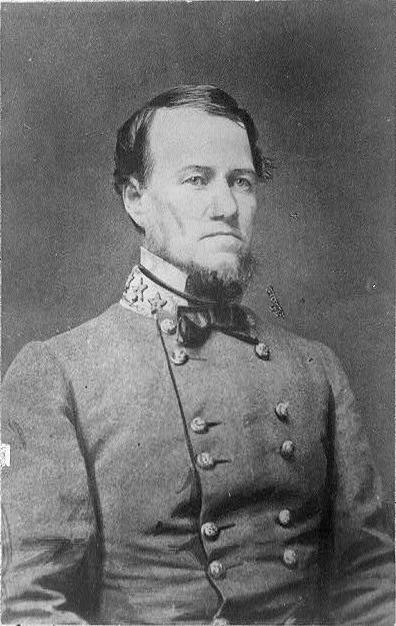
Gustavus Woodson Smith, hình chụp trong cuộc nội chiến 1861-65

Gustavus Woodson Smith (30 tháng 11 năm 1821 – 24 tháng 6 năm 1896), tên tắt là G.W. Smith, là sĩ quan quân đội Hoa Kỳ, từng tham chiến Chiến tranh Hoa Kỳ-Mexico, và lên chức đại tướng trong quân đội Liên minh miền Nam thời Nội chiến Hoa Kỳ.
Ông sinh tại Georgetown, Kentucky. Tốt nghiệp trường Võ bị West Point, học nghề kỹ sư xây cất. Sau Chiến tranh Hoa Kỳ-Mexico ông giải ngũ về làm kỹ sư cho chính phủ New York, ủy viên coi về lưu thông đường sá. Khi Nội chiến Hoa Kỳ bùng nổ, Kentucky là một trong các tiểu bang ranh giới giữa Liên bang miền Bắc và Liên minh miền Nam. Smith theo tòng quân cho miền Nam, được thăng chức đại tướng.
Khi tướng chỉ huy của ông là Joseph E. Johnston bị bắn trọng thương tại trận Seven Pines, Smith lên cầm chỉ huy Binh đoàn Potomac miền Nam chỉ mới một ngày đã bị căng thẳng thần kinh và phải nhượng chức cho tướng Robert E. Lee ngày 1 tháng 6 năm 1862.
Ông về làm Bộ trưởng Chiến tranh chính phủ miền Nam tại Richmond, Virginia. Năm 1864 ông trở lại chiến trường tại Georgia.
Smith chết tại New York City và mộ chôn tại nghĩa trang Cedar Grove, New London, Connecticut.